# Stillman Valley (Illinois)
Stillman Valley es una villa ubicada en el condado de Ogle en el estado estadounidense de Illinois. En el Censo de 2010 tenía una población de 1120 habitantes y una densidad poblacional de 796,38 personas por km².

## Geografía
Stillman Valley se encuentra ubicada en las coordenadas 42°6′15″N 89°10′48″O / 42.10417, -89.18000. Según la Oficina del Censo de los Estados Unidos, Stillman Valley tiene una superficie total de 1.41 km², de la cual 1.41 km² corresponden a tierra firme y (0%) 0 km² es agua.

## Demografía
Según el censo de 2010, había 1120 personas residiendo en Stillman Valley. La densidad de población era de 796,38 hab./km². De los 1120 habitantes, Stillman Valley estaba compuesto por el 96.43% blancos, el 0.18% eran afroamericanos, el 0% eran amerindios, el 0.45% eran asiáticos, el 0% eran isleños del Pacífico, el 2.41% eran de otras razas y el 0.54% pertenecían a dos o más razas. Del total de la población el 3.66% eran hispanos o latinos de cualquier raza.